# Kaassoufflé

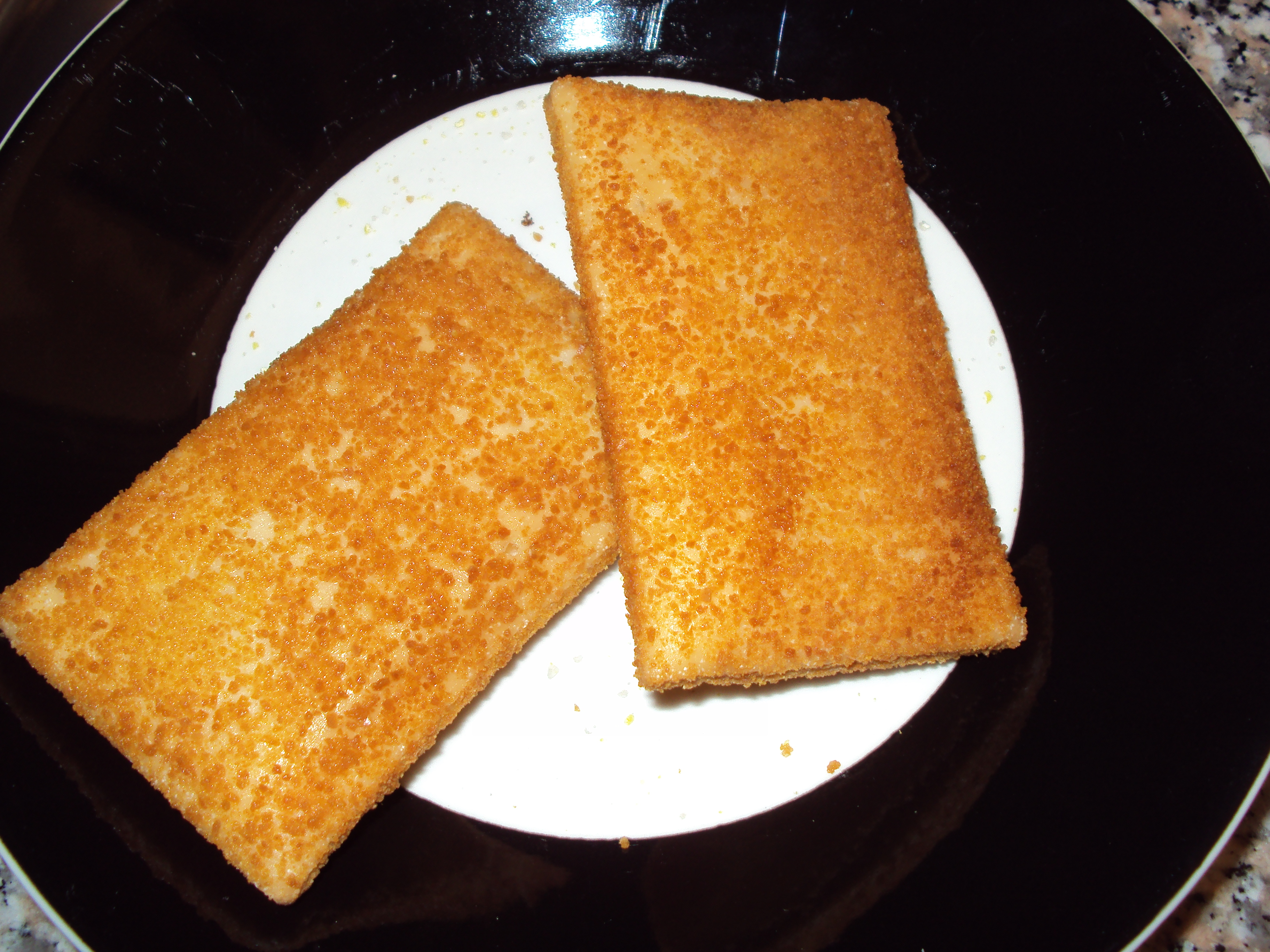
Zwei frittierte Kaassoufflés

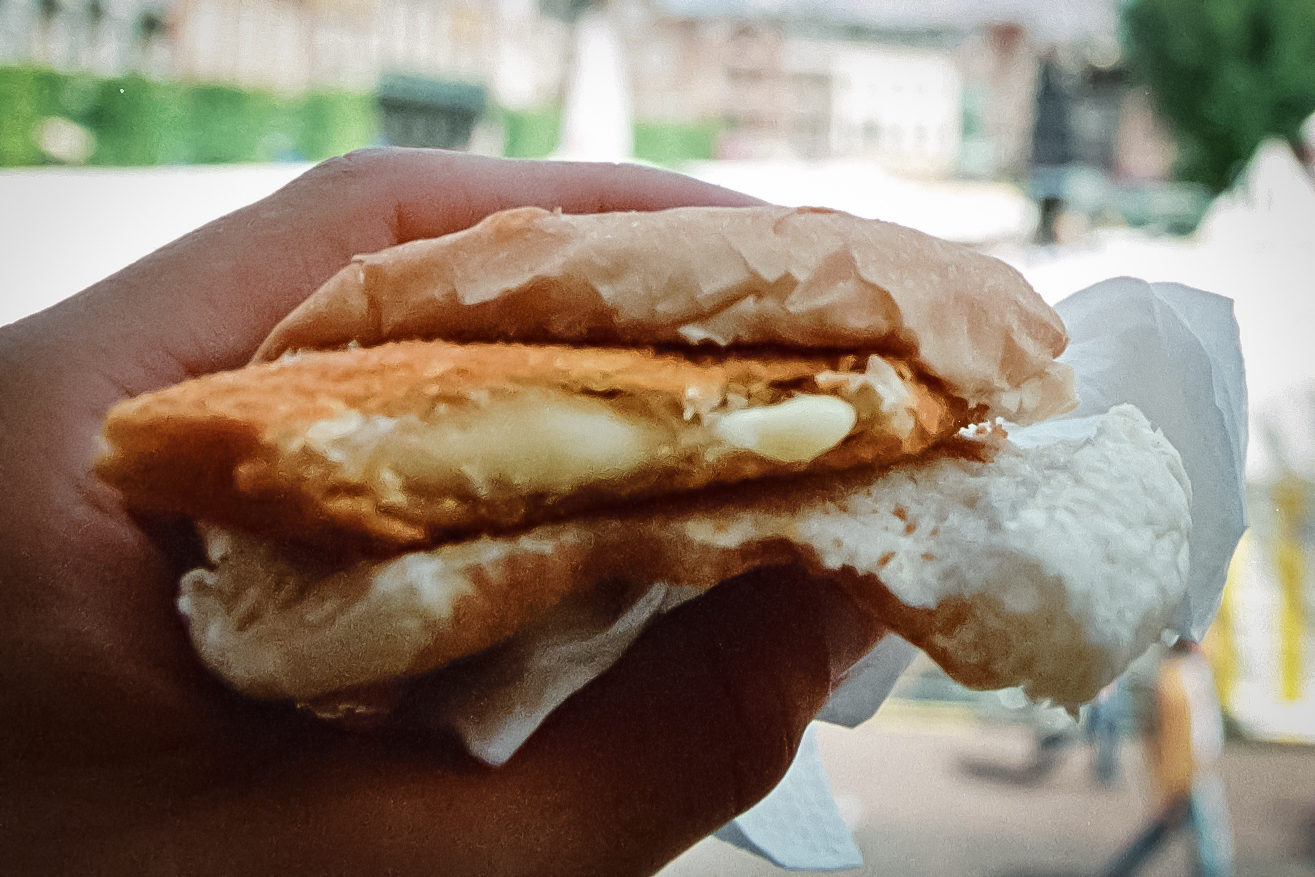
Kaassoufflé mit Brötchen

Ein kaassoufflé (Ausspracheⓘ) (deutsch: Käsesoufflé) ist ein niederländischer Snack. Es handelt sich um ein frittiertes Teigstück, gefüllt mit geschmolzenem Käse. Als Panierung wird Paniermehl verwendet.
Kaassoufflés sind in den meisten niederländischen Supermärkten und Imbissbuden erhältlich. Sie werden als eine vegetarische Alternative für Fleischkroketten und Frikandellen gesehen und können mit Erdnusssoße oder Senf gegessen werden. Das Kaassoufflé wird sowohl für sich als auch mit einem Brötchen serviert.
Als Variante des Kaassoufflés gibt es das Hamkaassoufflé mit Käse- und Schinkenfüllung.
Obwohl der Snack den Begriff Soufflé enthält, hat es mit dem gleichnamigen Auflauf nur wenige Übereinstimmungen. Mit dem Begriff kaassoufflé kann im Niederländischen allerdings auch ein Soufflé mit Käsefüllung gemeint sein.

## Ähnliche Gerichte
- smažený sýr („gebratener Käse“) in Tschechien
- mozzarella in carrozza („Mozzarella in der Kutsche“) in Italien
- Malakoff in der Schweiz